# 스테눙순드시

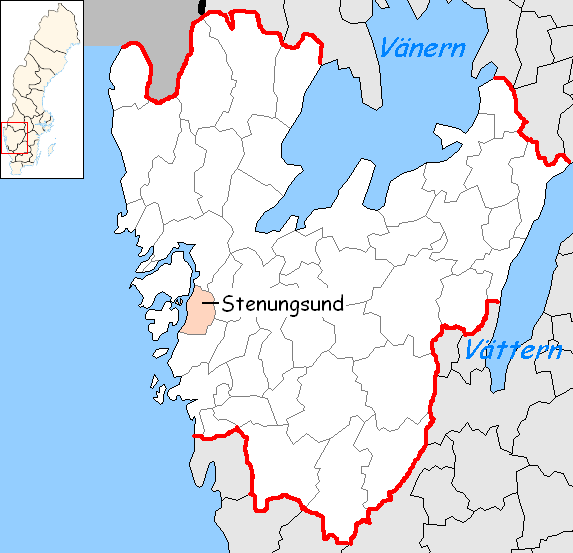
스테눙순드 시의 위치

스테눙순드시(스웨덴어: Stenungsunds kommun)는 스웨덴 베스트라예탈란드주에 위치한 지방 자치체로 행정 중심지는 스테눙순드이며 면적은 301.09km2, 인구는 25,815명(2016년 12월 31일 기준), 인구 밀도는 86명/km2이다.

시 문장